# SH-04D
docomo with series Q-pot.Phone SH-04D（ドコモ ウィズシリーズ キューポットフォン エスエイチ ゼロヨン ディー）はシャープによって開発された、NTTドコモの第3世代移動通信システム（FOMA）端末であり、docomo with seriesの1つである。2011年10月18日にNTTドコモより発表された。

## 概要
本機はSH-13Cを元に開発された携帯型無線端末であり、アクセサリーブランド「Q-pot.」とのコラボレーションモデルであるため、ハードウェアと機能はSH-13Cと同一であるが、外観デザインが異なっている。外観のモチーフに「溶けたチョコレート」を採用し、背面にはリアルなチョコレートのように凹凸が付けられ、その周囲にはチョコレートを包む包装紙を思わせるように工夫されている。また、同梱される充電パッドも透明なアクリルの箱にチョコレートが1つ入ったかのようなデザインを採用しており、「CHOCOBED」という名称が付けられている。

## 主な機能
| 主な対応サービス                               | 主な対応サービス                             | 主な対応サービス                       | 主な対応サービス                              |
| ---------------------------------------------- | -------------------------------------------- | -------------------------------------- | --------------------------------------------- |
| タッチパネル／加速度センサー                   | Xi／FOMAハイスピード7.2Mbps(受信)送信5.7Mbps | Bluetooth                              | DCMX／おサイフケータイ／赤外線／トルカ        |
| ワンセグ                                       | メロディコール                               | テザリング                             | WiFi IEEE802.11b/g/n                          |
| GPS                                            | spモード／電話帳バックアップ                 | デコメール／デコメ絵文字／デコメアニメ | iチャネル                                     |
| エリアメール／ソフトウェアアップデート自動更新 | デジタルオーディオプレーヤー(WMA)(MP3他)     | GSM／3Gローミング（WORLD WING）        | フルブラウザ／Flash Player 10.3               |
| Androidマーケット／dメニュー／dマーケット      | Gmail／Google Talk／YouTube／Picasa          | バーコードリーダ／名刺リーダ           | ドコモ地図ナビ／Google Maps／ストリートビュー |

## 歴史
- 2011年10月18日 - NTTドコモより発表。
- 2011年12月13日 - 販売限定台数を30,000台から50,000台に変更。[2]
- 2012年2月4日 - 予約開始。
- 2012年2月14日 - 限定50,000台にて発売開始。